# П'ять народів у одному союзі
П'ять народів у одному союзі — один з головних принципів, на яких була заснована Китайська Республіка у 1911 році під час Синьхайської революції. Його центральним принципом було гармонійне існування в межах однієї нації п'яти основних етнічних спільнот Китаю: ханьців, маньчжурів, монголів, хуейців (включаючи уйгурів) та тибетців.[5]

## Опис
Цей принцип підкреслював гармонію між п'ятьма основними етнічними групами Китаю, представленими кольоровими смугами п'ятиколірного прапора Республіки: ханці (червоний); маньчжурський (жовтий); монголи (синій); хуецзу (білий); і тибетці (чорний).
Термін回, huí, в першу чергу стосувався в цьому контексті мусульман в цілому і як такий протягом певного періоду часу (до Синьхайської революції) цей термін також стосувався уйгурів у Західному Китаї, оскільки термін «мусульманська територія» (回疆; Huíjiāng) була давнішою назвою Сіньцзяна за часів династії Цін. Значення терміну «люди хуей» поступово змінилося на його нинішнє значення — група, що відрізнялася від ханьців своєю мусульманською вірою та далеким іноземним походженням — приблизно в 1911—1949 роках у Китайській Республіці.
| схема кольору | Червоний   | Жовтий     | Синій      | Білий       | чорний       |
| ------------- | ---------- | ---------- | ---------- | ----------- | ------------ |
| Pantone       | 2347 °C    | 7548 °C    | 307 С      | Білий колір | Чорний колір |
| CMYK          | 0-88-92-13 | 0-22-100-0 | 99-37-0-38 | 0-0-0-0     | 0-0-0-100    |
| HEX           | #DF1B12    | #FFC600    | #02639D    | #FFFFFF     | #000000      |
| RGB           | 223-27-18  | 255-198-0  | 2-99-157   | 255-255-255 | 0-0-0        |

## Історія
Історичні записи часів династії Суй показують систему військових прапорів, які використовують п'ять кольорів для представлення п'яти елементів: червоний для вогню, жовтий для землі, синій для дерева/вітру, білий для металу та чорний для води. Династія Тан успадкувала цю систему та розташувала кольори в єдиному прапорі відповідно до вищезазначеного порядку елементів для військового використання. У періоди Ляо та Сун кидані використовували той самий дизайн прапора, який зображено на китайському живописі. Під час правління монгольської династії Юань п'ять кольорів почали символізувати етноси (五色四夷) у багатонаціональній державі. У пізніші історичні періоди цей «прапор п'яти об'єднаних елементів» був змінений і адаптований для військового та офіційного використання. Картина династії Цін, що зображує перемогу прапорів над мусульманським повстанням Ду Веньсю в Юньнані, містить військовий прапор Цін із п'ятьма елементами, розташованими в порядку жовтого, білого, чорного, зеленого та червоного.

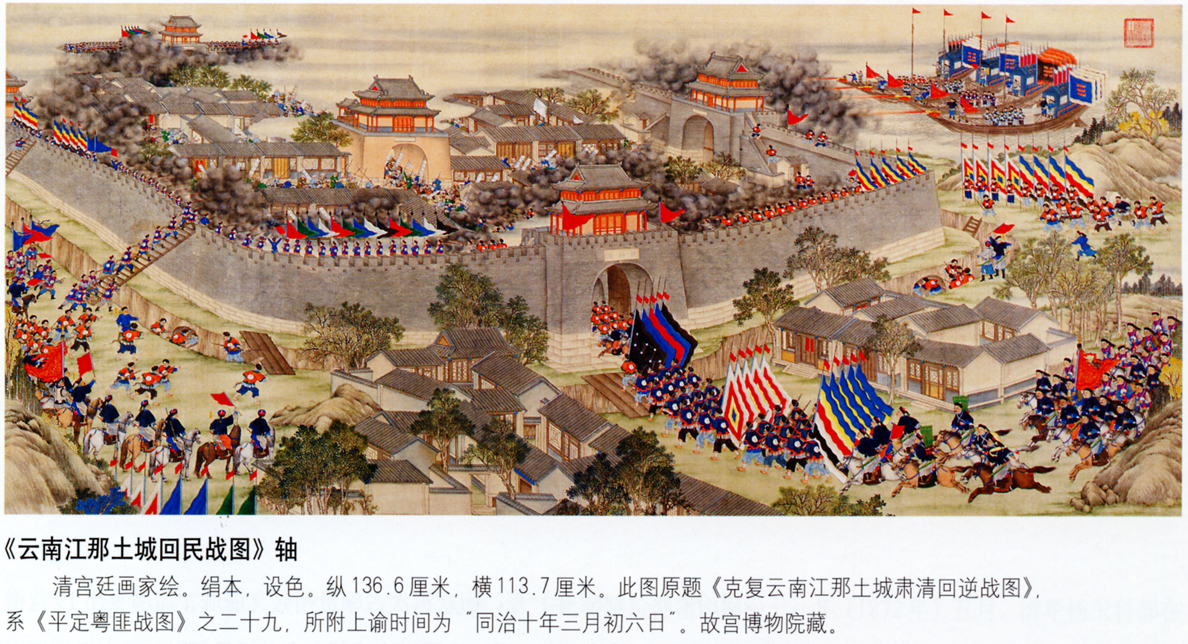
Картина битви цінської армії проти повстання Пантхая в Юньнані. Військові династії Цін використовували п'ятиколірний прапор.

Після Учанського повстання режим династії Цін змінився Китайською Республікою. До прийняття республікою п'ятиколірного прапора революціонери пропагували кілька різних прапорів. Наприклад, військові підрозділи Учану хотіли мати 9-зірковий прапор із символом Тайдзіту, тоді як Сунь Ятсен віддав перевагу прапору «Синє небо з білим сонцем» на честь Лу Хаодуна.

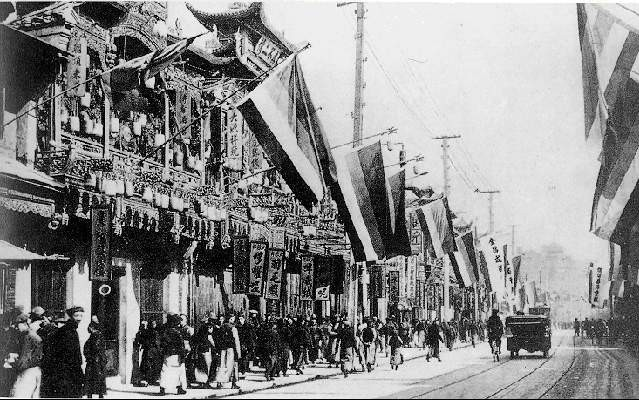
На зображенні вгорі зображена дорога Нанкін після Шанхайського повстання, вивішана прапорами п'яти народів у одному союзі, які тоді використовували революціонери в Шанхаї та всьому Китаї.

Попри повстання, спрямовані проти режиму, де домінували маньчжури, Сунь Ятсен, Сун Цзяорен і Хуан Сін одностайно виступали за расову інтеграцію, яку символізував п'ятиколірний прапор. Вони пропагували погляд на неханьців як на китайців, попри те, що вони становили відносно невеликий відсоток населення.
Прапор «п'ять народів у одному союзі» більше не використовувався після завершення Північної експедиції в 1928 році.
Варіант цього прапора був прийнятий імперією Юань Шикая та японською маріонетковою державою Маньчжоу-Го (див. Прапор Маньчжоу-Го). У Маньчжоу-Го використовувався подібний слоган (五族協和), але п'ять народів, які він представляв, були яматосці (червоний), ханьці (синій), монголи (білий), корейці (чорний) і маньчжури (жовтий). Деякі з його власних варіацій також зробили жовтий більш помітним, а не відображали кожен колір однаково.
Під час Другої японо-китайської війни прапор використовувався кількома японськими маріонетковими урядами, включаючи Тимчасовий уряд Республіки Китай у північній частині країни та Реформований уряд Республіки Китай у центральному Китаї.

## Галерея

### Китай

Державний прапор, 1912-1928 рр. (знову використовувався Тимчасовим урядом, 1937-1940 рр. та Реформованим урядом, 1938-1940 рр.)
Знаки розрізнення Бейянської армії, 1912–1928 рр.
Державний прапор Китайської імперії 1915–1916 рр.
Раундель ВПС, 1920–1921 рр.
Прапор Головнокомандувача Республіки Китай (уряд Бейян), 1927–1928 рр.
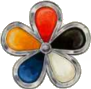
Знаки розрізнення реформованої урядової армії, 1938–1940 рр.
Один із запропонованих державних прапорів Китайської Народної Республіки, серпень 1949 року

### Внутрішня Маньчжурія

Державний прапор Маньчжоу-Го, 1932–1945 рр.
Бойовий прапор Маньчжоу-Го, 1932–1945 рр.
Емблема армії Маньчжоу-Го, 1932–1945 рр.
Раундель Маньчжурської авіаційної компанії, 1931–1945 рр.
Раундель ВПС Маньчжоу-Го, 1937–1945 рр.

### Внутрішня Монголія («чотири раси»)

Прапор монгольського військового уряду, 1936–1939 рр.
Прапор автономного уряду Південного Чахару, 1937–1939 рр.
Прапор автономного уряду Північного Шаньсі, 1937-1939 рр.
Прапор Менцзяна, 1939–1945 рр.